# Charles Manson
Charles Manson (nom de naixement Charles Milles Maddox, Cincinnati, Ohio, 12 de novembre de 1934 – 19 de novembre de 2017) va ser líder i fundador de la família, un grup hippie que va cometre diferents assassinats l'any 1969, inspirats i motivats per Manson. Entre aquests destaca el de l'actriu Sharon Tate, la dona del director de cinema Roman Polanski.

## Biografia

### Infància i adolescència
Manson era fill de Kathleen Maddox, una adolescent de 16 anys, el seu pare biològic sembla haver estat un tal "coronel Walker Scott". Poc després del seu naixement, Katheleen es va casar amb William Manson, qui va transmetre el seu cognom a Charles.
L'any 1939, Katheleen i el seu germà, varen ser condemnats per violació i assalt a una benzinera. Katheleen que patia alcoholisme, va intentar fins i tot canviar el seu fill Charles per cervesa i posteriorment va buscar diferents cases d'acollida per a ell. Finalment, Manson va acabar a la Gibault School for Boys a Terre Haute, a l'estat d'Indiana. Al cap d'un any s'escapà i tornà amb la seva mare, que el va refusar. Manson, començà aleshores a viure pels carrers fins que el 1951, després d'un grapat d'arrests i fugides, s'instal·là a Califòrnia on va ser de nou arrestat i internat a la National Training School for Boys a Washington DC. Diferents especialistes en psiquiatria diagnosticaren a Manson problemes de conducta anti-social, paral·lelament, aquell mateix any segrestà a un noi, fet que el va portar a ser reclòs a Virgínia i Ohio fins que aconseguí la llibertat provisional l'any 1954.

### Joventut
Un cop en llibertat, Manson seguí cometent delictes cada cop més greus, incloent violacions. El gener de 1955 va contraure matrimoni amb Rosaline Jean Willis, amb qui es va establir a Califòrnia. Tot just després de la boda, Manson va robar un cotxe i fou arrestat, mentre que a l'abril d'aquell any, Willis es va quedar embarassada. Tot i tenir la llibertat condicional, Manson la perdria en no presentar-se en dependències policials en la data prevista. Poc després del seu nou arrest, Willis donaria a llum a Charles Milles Manson, Jr i fugiria amb el nen i un conductor de camions. Charles Milles Manson, Jr se suïcidaria l'any 1993.
Manson aniria entrant i sortint de la presó fins al 21 de març de 1967, quan de nou aconseguí la llibertat provisional. Les seves primeres paraules en llibertat foren: Oh, no, I can't go outside there... I knew that I couldn't adjust to that world. (Oh no... no puc sortir... sé que no em puc ajustar a aquell món).
Manson tenia alguns amics entre alguns músics de certa fama, inclòs Dennis Wilson membre de la banda californiana The Beach Boys.

### Mort
El 15 de novembre de 2017 fou traslladat de la presó estatal de Califòrnia, a Corcocan, on estava complint condemna, al Mercy Hospital, al centre de Bakersfield. Morí, de causes naturals, quatre dies després, el 19 de novembre de 2017, al mateix hospital de Califòrnia.

## Els assassinats

### Creació dela família
Després de la seva experiència a la presó, Charles Manson va començar a atreure un grup de seguidors, principalment dones joves amb problemes emocionals, que volien viure en rebel·lia dels seus pares i de la societat en general.
La família vivia al camp, prop de la ciutat de Los Angeles, dins d'una comuna hippie on es professava l'amor lliure i una educació basada en la comunitat i on els nadons no eren educats pels seus pares per evitar que aquests els transmetessin l'egoisme i l'egocentrisme propi d'una relació pare-fills.
La família, vivia esperant el Helter Skelter, una apocalipsi que tindria com a font de conflicte la tensió racial entre blancs i negres. La idea del Helter Skelter, provenia d'una reinterpretació que Manson havia fet de la cançó dels The Beatles amb el mateix nom i que es basa en un parc d'atraccions. La idea de Manson era que la família se salvaria, ja que quan arribés el Helter Skelter, ells estarien al desert.
Per precipitar l'apocalipsi blanc-negre, Manson ordenà als membres de família que cometessin una sèrie d'assassinats perquè fossin atribuïts a grups de defensa dels drets dels afroamericans, com els Panteres Negres.

### Cas Tate

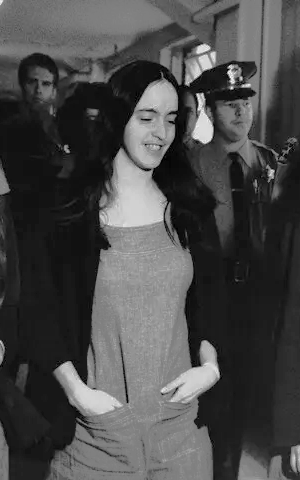
Susan Atkins. Gener 1971

La nit del 9 d'agost de 1969, en Manson va enviar a 4 membres de la família Charles "Tex" Watson, Patricia Krenwinkel, Susan Atkins i Linda Kasabian, a l'antiga residència del productor musical Terry Melcher i assassinaren a tots els que eren a la casa. Segons es va saber al judici, altres membres de la família també desitjaven anar a cometre els assassinats, però no van cabre en el cotxe. No hi ha proves que cap dels assassins actués sota els efectes d'alguna droga, ni que cap d'ells intentés contradir les ordres de Manson.
Als voltants de mitjanit, els 4 membres arribaren al jardí de la casa del director de cinema Roman Polanski i de la seva dona Sharon Tate. Polanski es trobava treballant a Londres en una pel·lícula i va demanar a diferents amics de la parella que estiguessin amb la Tate, que estava embarassada de vuit mesos i mig. Abans d'entrar a la casa, els membres de la família assassinaren a Steven Parent un jove de 18 anys amic del jardiner de Sharon Tate, que fou atacat i mort pels assassins quan marxava de la finca.
De tots els membres, Linda Kasabian va expressar el seu horror per la mort del jove i se li va ordenar vigilar els afores de la casa, mentre els altres tres hi entraven i reunien a tots els que hi dormien al menjador de la residència. En aquell moment, preguntaren qui tenia diners, i després de respondre afirmativament, Abigail Folger fou portada a l'habitació perquè buidés el seu moneder. Posteriorment, tornaren tots al menjador, on augmentà l'agressivitat per part dels atacants. Jay Sebring que era amic de Sharon Tate, intentà defensar-la durant un atac físic que va rebre, el qual va suposar que Watson li disparés i colpegés a la cara diverses vegades. Wojciech Frykowski i Abigail Folger fugiren fins al jardí de la casa, on foren atrapats pels seus atacants. Wojciech Frykowski va rebre 51 punyalades i dos trets, mentre que l'Abigail Folger va rebre 28 punyalades. Sharon Tate va romandre al menjador i va suplicar per la vida del seu fill nonat. Durant el judici Susan Atkins va testificar que a les súpliques de Tate, va respondre "Mira, puta, no em preocupes. No em preocupa si estàs a punt de tenir un fill, moriràs i no tinc sentiment envers tu" i posteriorment l'apunyalà fins a la mort. Abans de deixar la casa, Atkins va escriure amb la sang de Sharon Tate la paraula PIG (Porc) a la porta.

### Cas LaBianca
La nit del 10 d'agost de 1969, tan sols una nit després de la mort de Tate i els seus amics, els membres de la família tornarien a actuar al barri de Los Angeles conegut com Los Feliz. En aquest cas, el propietari d'un supermercat Leno LaBianca i la seva dona Rosemary foren assassinats a casa seva per membres de la família (Charles "Tex" Watson, Patricia Krenwinkel, Susan Atkins, i Leslie Van Houten). Sembla que en aquest cas Manson va romandre a la casa tot just abans dels assassinats i calmaria a les víctimes assegurant que si cooperaven no els passaria res. En deixar la casa ordenaria als altres que s'acarnissessin amb les víctimes.
Les noies apunyalaren 41 vegades a Rosemary LaBianca, 20 d'elles un cop la dona ja era morta. Després, tots ells, s'encarregaren del senyor LaBianca. Igualment, amb una forquilla va escriure a l'estómac del mort la paraula "GUERRA" i després les paraules "ALÇAMENT" i "MORT ALS PORCS" a les parets i "HEALTER SKELTER" a la nevera.
Hi havia una forta connexió entre tots dos assassinats, el mateix cervell Charles Manson, els dos principals assassins (Watson i Krenwinkel) foren jutjats en un mateix judici i pel mateix fiscal, Vincent Bugliosi qui s'encarregaria del cas Manson.

### Altres assassinats
Membres de la família havien estat responsables de la mort de Gary Hinman, un mestre de música que es negava a tornar uns diners que Manson li exigia. Concretament, Bobby Beausoleil fou arrestat per aquest crim pocs dies abans dels assassinats de Tate i LaBianca. Posteriorment, Susan Atkins confessaria la seva participació en el crim.
El 16 d'agost de 1969, una batuda va detenir a la majoria de membres de la família sospitosos d'haver robat una sèrie de cotxes sense que se'ls imputés cap càrrec pels assassinats, dels quals no eren ni sospitosos.
Un dels membres de la família, Donald "Shorty" Shea, explicaria a la policia les activitats delictives de la família. Per aquest motiu Manson va ordenar el seu assassinat. El seu cos no va ser trobat fins al 1977.

## Investigació i judici

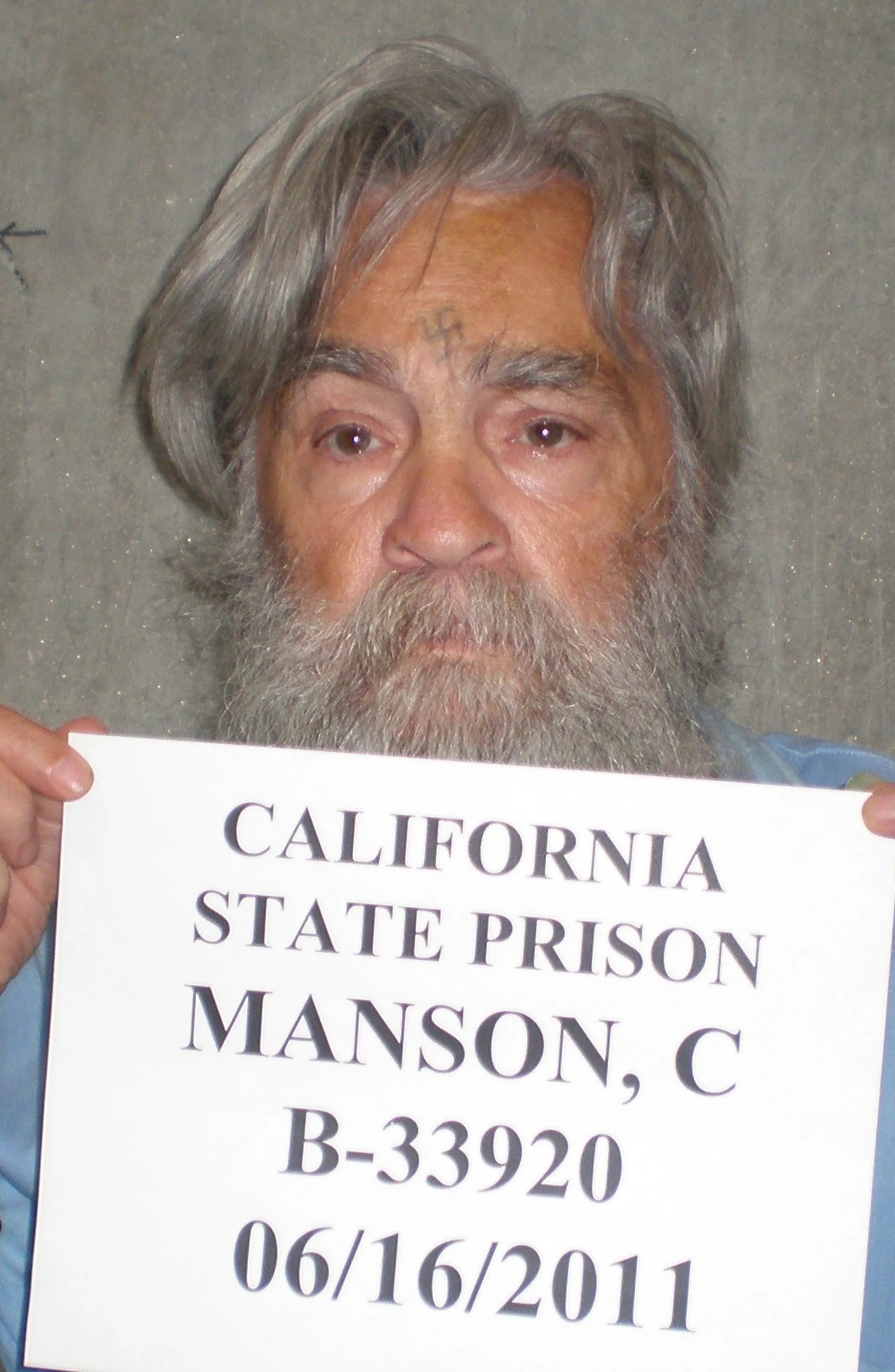
Foto de reclús de Manson amb 77 anys (juny de 2011)

La investigació policial dels assassinats de la família Manson no varen ser gaire ben encaminats, principalment per la rivalitat entre els dos equips d'investigació que s'encarregaren de cada un dels casos. L'equip del cas Tate (Tate Team) era contrari a creure que tots dos casos estaven connectats. Per aquest motiu, va ser el fiscal Vincent Bugliosi qui es va encarregar d'obtenir les proves necessàries per trobar els culpables i portar-los a judici.
Ronald Hughes, un jove advocat amb importants coneixements del moviment contracultural dels anys 60, va ser qui, després de diferents advocats acomiadats per Manson o que dimitiren personalment, s'ocupà de la defensa de Manson i de Leslie Van Houten. De totes maneres, el mateix Hughes va persuadir a Manson perquè acceptés un altre advocat, Irving Kanarek, i ell poder defensar Van Houten. La seva defensa es basà en el fet que el seu client va actuar sota la influència de Manson, esperant que el jurat prengués aquest fet com un atenuant. A finals de novembre de 1970, mentre Hughes gaudia d'uns dies de càmping a Sespe Hot Springs, va desaparèixer. El seu cos descompost apareixeria el febrer de 1971. Es creu que alguns membres de la família el mataren com a represàlia per a inculpar a Manson en els crims.
Durant el judici, Manson i els seus seguidors van intentar atraure els mitjans de comunicació. Durant el mateix, Manson va aparèixer amb una cicatriu en forma de X que ell mateix s'havia fet amb un ganivet al front. Aquest fet es repetí diferents vegades tant per ell com pels seus seguidors durant el judici. Algunes vegades aquesta X es convertia en una esvàstica fins que a Manson li quedà com a cicatriu.
En un altre intent d'atraure l'atenció, Manson es va tallar tots els cabells, igual que feren els seus seguidors. A més a més, tots ells interrompien el judici i sovint foren expulsats de la sala pel jutge Charles Older. En alguna ocasió, Manson va intentar agredir tant al jutge com al fiscal.
Els membres de la família, van intentar persuadir a Barbara Hoyt, una antiga membre de la família, perquè no testifiqués contra Manson. Per aconseguir-ho varen pagar a Barbara Hoyt un viatge a Hawaii i una hamburguesa amb LSD. La seva intenció, però, era intentar assassinar Hoyt amb una sobredosi de LSD, ja que tenien la falsa creença que una quantitat molt elevada d'aquesta substància podia posar fi a la vida de la noia. Barbara Hoyt fou trobada pels carrers de Honolulu, hospitalitzada i identificada com a testimoni en el judici. El seu viatge a Hawaii amb LSD va convertir la seva declaració en la d'un testimoni més fiable i creïble enfront del jurat.
Linda Kasabian, que no fou autora de cap de les morts, va rebre immunitat durant el judici si testificava contra la família. El seu testimoni fou clau per a la condemna de Manson. Durant la vista, Kasabian va dir a Manson "No m'agrades, però no puc matar-te".
A pesar que Manson no havia estat present durant les morts dels cas Tate/LaBianca, va ser declarat culpable de 7 causes d'assassinat i una de conspiració per assassinar el 25 de gener de 1971, i d'una per ordenar els assassinats el 29 de març de 1971 i fou sentenciat a la pena de mort.
Susan Atkins i Patricia Krenwinkel foren condemnades per les mateixes causes, igual que Charles "Tex" Watson, tot i que en dates diferents degut a problemes amb l'extradició. Igualment, tots ells foren condemnats a morir. La pena capital, però, fou automàticament commutada el 1972 per cadena perpètua quan el tribunal superior de Califòrnia va anul·lar la pena de mort a l'estat i va commutar totes les condemnes a mort per cadena perpètua. Quan es va preguntar als culpables si es penedien dels seus actes ells respongueren que no.
Finalment, la família fou acusada de 35 assassinats, els quals la majoria no arribarien a ser jutjats per falta de proves o perquè els culpables ja havien estat condemnats a mort o a cadena perpètua pel cas Tate/LaBianca.

## Charles Manson com a músic
L'any 1970, Manson va treure l'àlbum Lie: The Love & Terror Cult que va servir per a finançar la seva defensa. Entre altres cançons s'incloïa una cançó seva que havia estat interpretada anteriorment per The Beach Boys.
Charles Manson és un músic que ha compost diferents cançons les quals han estat interpretades per diferents solistes o grups musicals com Guns N' Roses i que ha donat nom a grups famosos com Marilyn Manson.
A més a més és el presoner dels EUA que rep més correspondència i ha entrat a formar part de la simbologia de la cultura pop americana.

### Discografia
Àlbums
- Lie: The Love & Terror Cult.

- White Rasta (MC)..

- Poor Old Prisoner Boy : The 55th Anniversary Album (LP, Remote Control Records).

- Son Of Man (LP, 1992).

- Live At San Quentin (CD, Grey Matter, 1993).

- Charles Manson (CD, Grey Matter, 1993).

- Commemoration (CD, White Devil Records, 1994).

- Manson Speaks (2CD, White Devil Records, 1995).

- The Way Of The Wolf (CD, Pale Horse, 1998).

- Unplugged 9.11.67 Volume 1 (CD, Archer C.A.T. Productions Inc.).

- A Taste of Freedom (CD-R, 2000(?)).

- All The Way Alive (CD, People's Temple Records, 2003).

- One Mind (CD, FamilyJams.com, 2005).

- Sings (CD, ESP Disk, 2006).

Singles
- "I'm On Fire" (a.k.a. "My Feelings Begin To Growing") / "The Hallways of Always" (7", White Devil Records).

- "Look at Your Game, Girl" / "Your Home Is There You're Happy" (7", White Devil Records)

## Pel·lícules
Pel·lícules on es fa referència o es parla de Manson i les seves actuacions:
- Manson documental dirigit per Robert Hendrickson i Laurence Merrick (1973)

- Charles Manson Superstar documental dirigit per Nikolas Schreck

- The Manson Massacre dirigit per Kentucky Jones (1972)

- Helter Skelter dirigit per Tom Gries

- The Book of Manson dirigit per Raymond Pettibon (1989)

- Merry Christmas Charlie Manson!, South Park temporada dos (1998)

- The Manson Family dirigit per Jim Van Bebber (2003)

- Manson Family Movies escrita, dirigida i produïda per John Aes-Nihil (2003)

- Live Freaky! Die Freaky! dirigida per John Roecker (2003)

- Helter Skelter dirigida per Jhon Gray (2004)

- Once upon a time... in Hollywood pel·lícula escrita i dirigida per Quentin Tarantino (2019)